# دستور قبرص
دستور قبرص هي وثيقة، تم التصديق عليها في 16 أغسطس 1960، وهي بمثابة القانون الأعلى لجمهورية قبرص الذي يحدد نظام الحكومة والحريات المدنية للحكومة القبرصية. تمت صياغته بعد حصول البلاد على استقلالها في عام 1959 وهو الدستور الأول والوحيد في تاريخ البلاد.
دخل دستور جمهورية قبرص حيز التنفيذ لمدة 60 عامًا وتم تعديله 15 (خمسة عشر) مرة وتم تعديل 24 مادة من 199 منذ عام 1960. يتعلق التعديل الخامس عشر بالمادة 146 ودخل حيز التنفيذ في 16 سبتمبر 2020 مع نشرها في الجريدة الرسمية.
وضع الدستور وسائل لحماية القبارصة الأتراك، بسبب القيود المنصوص عليها في المادة 6 من الوثيقة. يضمن هذا المقال أن الحكومة القبرصية ليس لها الحق في التمييز ضد القبارصة الأتراك أو القبارصة اليونانيين. يضمن الدستور أيضًا، في المادة 1، أن نائب رئيس الدولة تركي والرئيس يوناني. إلا أن الحكومة القبرصية أصبحت مهيمنا عليها من القبارصة اليونانيين بدءا من 1964.
انهار دستور البلاد في 1963 بسبب الخلاف بين القبارصة اليونانيين والأتراك حول مطالبة الرئيس مكاريوس بإجراء تعديلات عليه. تم تعريف إدارة الجمهورية من قبل المجتمع اليوناني وحده قانونًا يسمى «عدالة الحاجة». في أعقاب الغزو التركي عام 1974، تعمل الدولة كبديل لممتلكات القبارصة الأتراك التي انتقلت إلى الشمال المحتل التركي. بعد دخول قبرص إلى الاتحاد الاوروبي في عام 2004 وقضية إبراهيم عزيز مقابل جمهورية قبرص في المحكمة الأوروبية لحقوق الإنسان، تمت استعادة بعض الحقوق المدنية الفردية للقبارصة الأتراك المقيمين في المنطقة الخاضعة لسيطرة الإغريق، وبالتالي يمكنهم أن يكونوا جزءًا من السجل الانتخابي ولهم حق الترشح في الانتخابات الأوروبية. ومع ذلك، فإن هذا لم يعد حقوقهم المجتمعية على النحو المتوخى في الدستور الأصلي، أي سجل انتخابي منفصل لانتخاب نائب الرئيس وعدد ثابت من أعضاء مجلس النواب.

## انهيار دستوري
في عام 1963، وكسر الدستور على النحو انسحبت القبارصة الأتراك المعنيين من الحكومة، ونتيجة لذلك أخذ الإغريق السيطرة الكاملة للحكومة في عام 1965، كما القبارصة الأتراك لن نتعاون لتعديلات دستورية، على الرغم من الضمانات الدستورية لضمان تمثيل الأتراك التي كانت موجودة سابقا.
وقع الانفصال بسبب اقتراح الرئيس مكاريوس الثالث تغييرا دستوريا في تلك السنة لإزالة معظم الحقوق الممنوحة للقبارصة الأتراك. وقال إن الدستور الأصلي منع الأتراك واليونانيين من «التعاون بروح من التفاهم والصداقة». وهو الموقف الذي رفضه نائب الرئيس القبرصي التركي فاضل كوجوك.

## المحتوى

### أحكام عامة

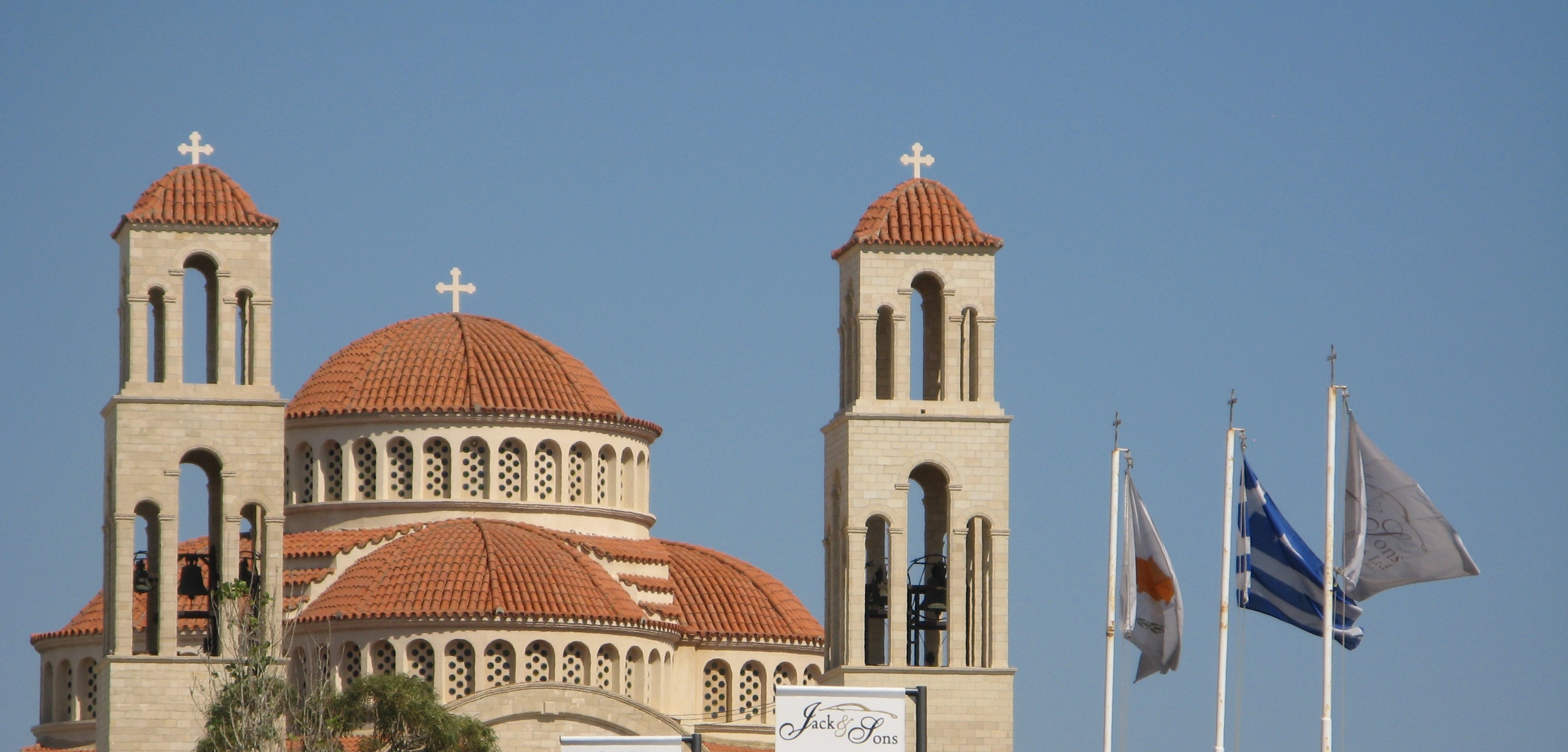
أعلام اليونان وقبرص نقلهم جوا على صواري مع تيجان عبر أمام آغيي الكنيسة، بافوس.

المواد الخمس الأولى من الدستور مناقشة أحكام عامة.
وتؤكد المادة الأولى أن قبرص هي جمهورية مستقلة مع رئيس وأن الرئيس ونائب الرئيس يجب أن يكون اليونانيون والأتراك على التوالي. وتؤكد المادة الثالثة على أن اللغات الرسمية للجمهورية قبرص اليونانية والتركية، ويجب أن ينشر أن جميع الوثائق المسؤولين في كلتا اللغتين.
وتقضي المادة الأربعة التي قبرص «يكون علمها الخاص من تصميم محايد واللون، ويشترك في اختياره رئيس ونائب رئيس الجمهورية»، في حين أن المادة الخامسة تنص على أن اليونانيين والقبارصة الأتراك لديهم الحق في احتفال عطلاتهم.

### الحقوق والحريات الأساسية
المواد 6-35 من الاتفاق على الدستور مع الحقوق والحريات الأساسية.
وتحظر المادة السادسة التمييز إما القبارصة اليونانيين أو الأتراك على أساس العرق، في حين تؤكد المادة السابعة من الحق في الحياة وتنص على أنه يجوز للفرد أن يحرم فقط من حقه في الحياة باستثناء عندما يجري حكمت «محكمة مختصة» ل الاعتداء الذي ينص على عقوبة الإعدام في القانون.
المادة ثمانية بنوك العقوبة اللاإنسانية أو المهينة إصدار، ويمنع التعذيب، والمادة التاسعة تنص على أن «لكل شخص الحق في الحياة الكريمة، والحق في الأمن الاجتماعي.»
وتحظر المادة العاشرة الرق والعمل القسري، في جميع الحالات إلا في حالات الخدمة العسكرية الإلزامية أو العمل في حين سجنه بشكل قانوني من قبل الدولة. كما يسمح ل «أي خدمة تفرض في حالات الطوارئ أو النكبات التي تهدد حياة أو رفاه السكان.»
وتتضمن المادة الحادية عشرة عدة قيود على الذين يمكن أن يسجن. وهو ينص على أن الناس قد يسجن إلا عندما يكون قد أدين من قبل المحكمة، احتجز لإجبارهم على المثول أمام المحكمة، اعتقلوا لمنعهم من ارتكاب جريمة أو احتجازهم لتجنب انتشار الأمراض. يضمن المادة أيضا على أن «لكل شخص كان ضحية توقيف أو اعتقال بما يخالف أحكام هذه المادة حق واجب النفاذ في الحصول على تعويض.»
وتكفل المادة 12 أن الإحضار ويلي، أن أي شخص قد يوجه اليه الاتهام مرتين لنفس الجرم، أن العقوبة غير متناسبة مع الجريمة، وأن الناس لديهم الحق في الدفاع بينما في المحكمة.
وتنص المادة الثالثة عشرة على أن أي شخص لديه الحق في التحرك بحرية حول قبرص، وترك عندما رغبوا في ذلك، تخضع ل«شروط معقولة» التي يفرضها القانون، في حين تنص المادة الرابعة عشر التي لا يجوز لأي شخص أن يجبر على مغادرة البلاد.
وتعرف المادة الخامسة عشرة الحق في الخصوصية. هي الدول أن كل فرد لديه الحق في الحياة الخاصة إلا عند التعدي على خصوصية أي شخص هو وفقا للقانون والمصلحة الوطنية. وتحظر المادة السادسة عشرة دخول الملكية لشخص ما دون موافقتهم المسبقة دون مذكرة اعتقال، إلا إذا كنت إنقاذ الفرد من الخطر. يناقش المادة السابعة عشرة أيضا الخصوصية، مع تركيزها الرئيسي هو حق الفرد في الخصوصية في جميع الاتصالات قانوني.
المواد الثامنة عشرة، تسعة عشر و 21 تأمين حرية التعبير والدين والتجمع على التوالي، في حين العشرين و22 صفقة مع الحق في التعليم المجاني والزواج.
وتضيف المادة 23 أن الحقوق المنصوص عليها في المادة السادسة عشرة، عن طريق السماح للمواطنين من قبرص لشراء العقارات والحصول على تعويض عن أي ضرر يلحق بها.
وتقضي المادة 24 مواطنا لدفع الضرائب. وهو ينص على أن «كل شخص لا بد أن يساهم وفقا لقدراته نحو الأعباء العامة.» كما ينص على أنه لا توجد منظمة قد جمع الضرائب من دون إذن في المحكمة.
وتكفل المادة 25 على أن كل فرد في قبرص لديه الحق في العمل، مع مراعاة الظروف التي قد تكون في القانون. المادة 26 تنص على أن الناس قد تدخل بحرية في عقود، وتجنب استغلالها من قبل الناس مع «قائد القوة الاقتصادية.»
وتنص المادة 27 أن تخضع لشروط في القانون والمواطنين لهم الحق في المشاركة في العمل الصناعي. كما ينص على أنه لا يسمح للأفراد من قوات الشرطة والدرك ومسلحين في الإضراب.